# Le Système du docteur Goudron et du professeur Plume
Le Système du docteur Goudron et du professeur Plume is een Franse horrorfilm uit 1913 onder regie van Maurice Tourneur. Het scenario is gebaseerd op het korte verhaal The System of Doctor Tarr and Professor Fether (1845) van de Amerikaanse auteur Edgar Allan Poe.

## Verhaal
Een journalist brengt een bezoek aan een gesticht en komt erachter dat de patiënten de leiding van de inrichting hebben overgenomen. De directeur vertelt hem dat hij een remedie heeft gevonden tegen krankzinnigheid die erin bestaat het oog van de patiënt uit zijn kas te halen en hem de keel over te snijden. Hij verdwijnt in de operatiekamer en komt even later terug met bebloede handen. Hij spoort de andere patiënten aan om de bezoeker te omsingelen.

## Rolverdeling
| Acteur          | Personage |
| --------------- | --------- |
| Henri Ferguson  | Goudron   |
| Henry Hare      | Toerist   |
| Renée Cordoba   | Toeriste  |
| Bahier          | Plume     |
| Robert Saidreau |           |